# Piękna i Bestia (serial telewizyjny 1987)
Piękna i Bestia (ang. Beauty and the Beast, 1987–1990) – amerykański serial dramatyczny stworzony przez Rona Koslowa.
Jego światowa premiera odbyła się 25 września 1987 roku na kanale CBS i był emitowany do 4 sierpnia 1990 roku. W Polsce serial nadawany był na kanale RTL 7.

## Obsada
- Linda Hamilton jako Catherine Chandler
- Jay Acovone jako Joe Maxwell
- Terri Hanauer jako Jenny Aronson
- Edward Albert[2] jako Elliot Burch
- John McMartin jako Charles Chandler (serie I–II)
- Renn Woods jako Eddie (seria I)
- Jo Anderson jako Diana Bennett (seria III)
- Stephen McHattie jako Gabriel
- Ron Perlman jako Vincent
- Roy Dotrice jako ojciec
- David Greenlee jako Mouse
- Ellen Geer jako Mary
- Armin Shimerman jako Pascal
- James Avery jako Winslow
- Tony Jay jako Paracelsus
- Matt McColm (kaskader)